# Craspedaria plumieri
Craspedaria plumieri là một loài dương xỉ trong họ Polypodiaceae. Loài này được F mô tả khoa học đầu tiên năm 1866.
Danh pháp khoa học của loài này chưa được làm sáng tỏ. 